# Santo Experimento

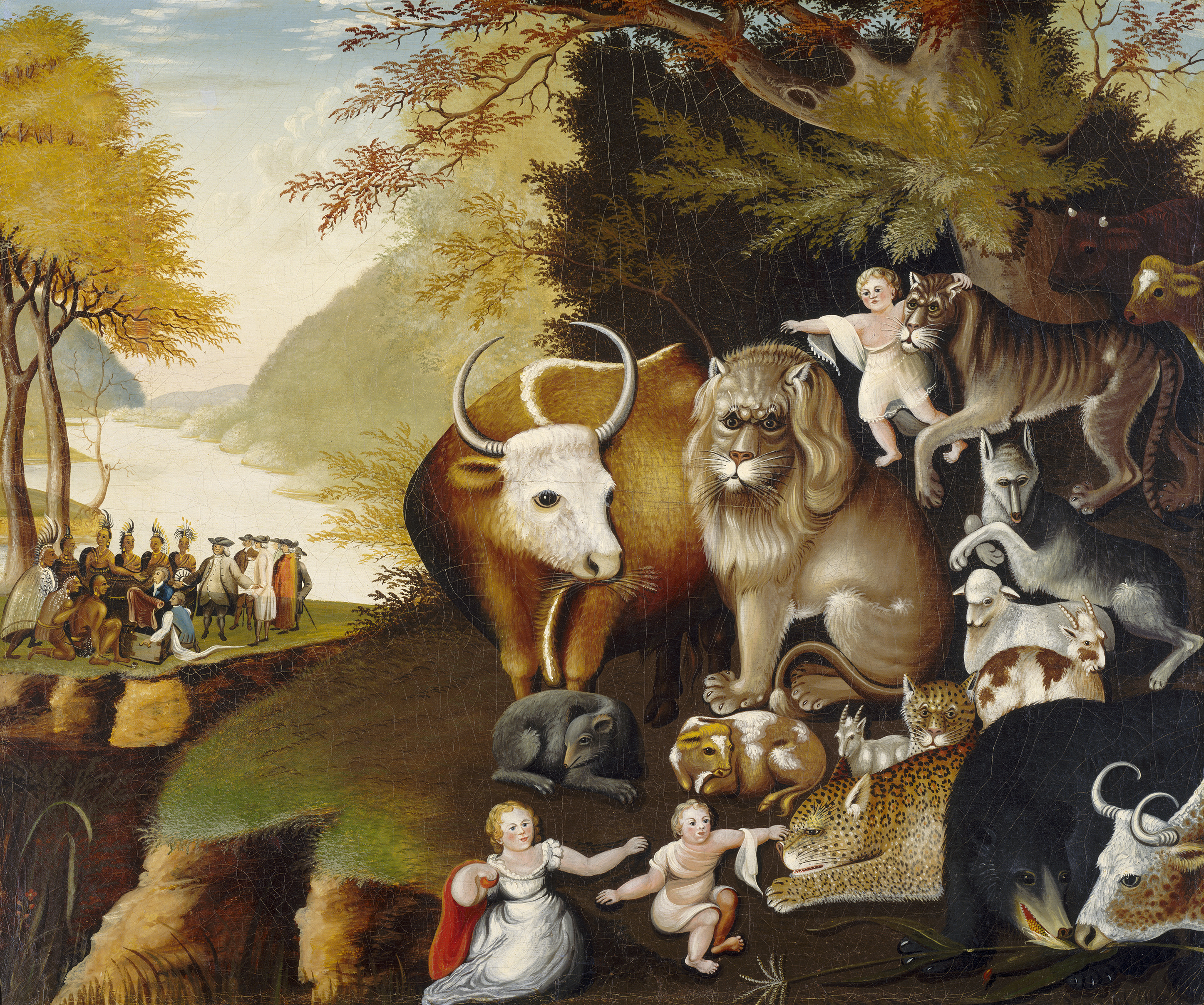
El reino pacífico, pintura de Edward Hicks (1834). Refleja el ideal de la sociedad cuáquera, usando simbolismo religioso (el león con los corderos), pero también igualitarios (Penn conversando con los Nativos Americanos).

El Santo Experimento (Holy Experiment) fue la realización de un proyecto de organización política que se basaba en un concepto religioso de tolerancia. Fue un intento de los cuáqueros para establecer una comunidad para ellos mismos en Pensilvania. Esperaban mostrar al mundo lo bien que podrían funcionar por su propia cuenta sin ningún tipo de persecución o disensión. Se mantuvo durante el lapso de 1681, año de la fundación de la colonia por los cuáqueros, hasta 1756, año en que estos se retiraron del gobierno.

## Origen y promoción

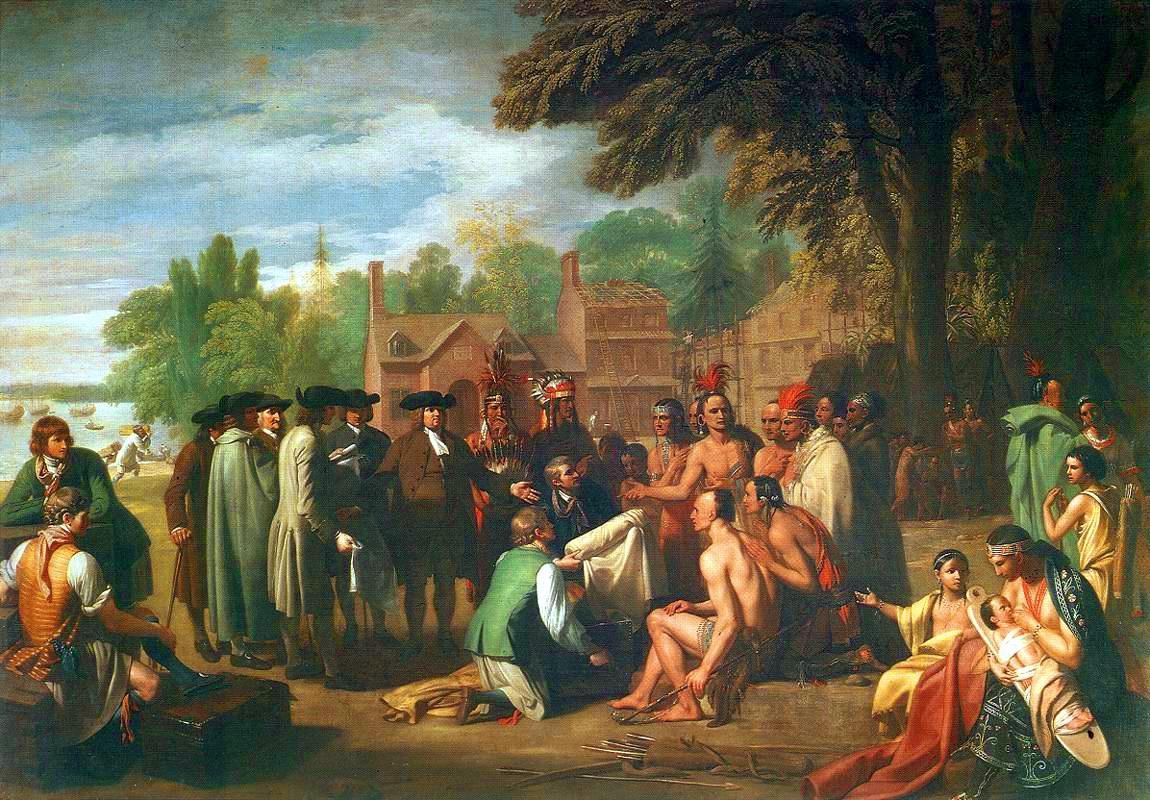
Tratado de los cuáqueros con los indígenas Delaware en Shackamaxon por el cual les compraban sus tierras. Este pacto supuso una paz de casi 100 años.

William Penn era hijo de un almirante de la Marina Real Británica. Dueño de un valioso patrimonio en Irlanda y heredero de una deuda contraída por el rey Carlos II de Inglaterra con su difunto padre, Penn era un hombre bien educado, que se convirtió en un partidario del cuaquerismo.
El rey Carlos II pagó la deuda con una gran concesión de tierras entre las colonias de Nueva York y Maryland, una región grande al oeste y sur de Nueva Jersey, acompañando la gracia con una cédula real que indicaba que Penn tendría poder casi ilimitado en la nueva colonia. Penn la bautizó con el nombre de Pensilvania, que significa "el bosque de Penn", en homenaje a su difunto padre.
William Penn envió primero a su primo William Markham a la colonia americana en representación suya para asegurarle la lealtad de los habitantes del territorio y comprar tierras a los indígenas. En el año 1682, después de que su primo efectuara las gestiones pertinentes, viajó a su colonia y, una vez allí, pactó un tratado equitativo con los pueblos indígenas en Shackamaxon (actual barrio de Kensington en Filadelfia) y fundó un poblado que llamó Filadelfia (que significa amor fraternal). Este tratado garantizó una paz que perduró casi un siglo, y que Voltaire definió como "el único tratado que nunca se juró pero que siempre se cumplió".
Poco después regresó a Inglaterra para difundir su fundación con el fin de atraer colonos y lograr beneficios. Penn hizo un brillante trabajo y Pensilvania se convirtió rápidamente en la colonia más famosa en Inglaterra y el resto de Europa, lo que hizo que muchos emigrasen: cuáqueros, menonitas y otras personas afines al movimiento procedentes de Inglaterra, así como de Irlanda y de zonas de Alemania.

## Motivación
Los cuáqueros se oponían a la autoridad de la Iglesia y aunque creían en la Biblia, defendían primero la relación directa del alma del individuo con Dios, sin ningún tipo de mediación. Rechazaban cualquier tipo de autoridad superior y de jerarquía y esperaban a que Dios hablara a cada individuo para luego interpretar la "luz interior" como él estimaba conveniente. Esta iluminación era común a toda la humanidad. Su espíritu fraternal y pacifista les causó muchos problemas en la vida cotidiana. En Inglaterra no serán tolerados hasta 1670, pero a partir de ese momento optaron por emigrar a América en busca de una vida más realizada. Esa coyuntura fue aprovechada por William Penn para solicitar al Duque de York un territorio donde los cuáqueros pudieran asentarse.
Penn pretendía fundar una nueva colonia en la que hubiera completa libertad religiosa, a diferencia de las otras colonias inglesas en Norteamérica en que, a excepción de Rhode Island, la intolerancia era la regla. Por ejemplo, en Massachusetts, bastión del puritanismo calvinista, se perseguía a los cuáqueros condenándolos a destierros, mutilaciones y hasta con la pena de muerte. La intolerancia era tal que funcionaba bajo la lógica de que si se eliminaba a los indígenas por paganos o "salvajes", de igual forma había que proceder con aquellos que mantienen una religión ajena a la "oficial" dictada por el Estado o por el gobierno colonial. En resumen, una nueva colonia en la que cada cual pudiera adorar, creer o pensar sobre la religión como mejor le pareciera, tampoco se practicaría la esclavitud y serviría de refugio para los perseguidos religiosos y los indígenas. Lo que era una novedad para su entorno y tiempo.

## Gobierno y políticas

### Colonización
Penn trató de crear el Santo Experimento en Pensilvania y lo hizo mediante la creación de un marco liberal de gobierno, y atrayendo a todo tipo de personas, incluidos muchos cuáqueros, quienes sostuvieron el Santo Experimento. Él también quería tratar a los nativos americanos de manera justa y no engañarlos o expulsarlos de sus tierras.
Aunque la Corona inglesa le había concedido esas tierras, Penn se proponía comprárselas a los indígenas, que según él creía eran sus legítimos dueños, y establecer con ellos relaciones tan cordiales que no hubiera necesidad de fuerzas armadas para defender a los colonos. No es extraño que prácticamente los únicos que tenían éxito evangelizando a los nativos fueron los cuáqueros. La capital del Santo experimento llevaría el nombre de "Filadelfia", que quiere decir "amor fraternal".
Desde el principio Filadelfia estaba urbanizada en cuadrículas con parcelas que se concedían a cada colonizador con una casa y un jardín alrededor. A cada colonizador se le concedían 50 acres de tierra de forma gratuita y por el precio de 100£ una propiedad de 5000 acres.
Pronto hubo gran número de personas, no sólo en Inglaterra, sino también en otros países de Europa, dispuestas a tomar parte en él. Muchos de ellos eran cuáqueros, y por tanto los seguidores de George Fox dominaron la vida política de la nueva colonia por algún tiempo. Bajo la dirección de Penn, quien fue el primer gobernador de la nueva colonia, las relaciones con los indígenas fueron excelentes, y durante largo tiempo se pudo cumplir el sueño de Penn, de una colonia sin fuerzas armadas.

### Administración

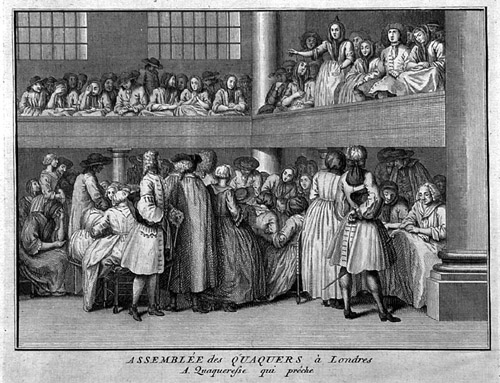
Los cuáqueros se caracterizaron por sus asambleas y la participación de las mujeres en ellas.

Creó un gobierno que, a diferencia de la Europa de este tiempo, garantizaba derechos como la separación y limitación de los poderes políticos y la libertad de culto, el comercio libre al interior de la colonia, junto con un espíritu de solidaridad y generosidad que buscaba la igualdad social en derechos y la equidad en oportunidades para la prosperidad material y el mayor respeto a las libertades civiles. Destacó la reivindicación de la dignidad de la mujer y su participación activa en la vida pública, la ausencia de ejército, la convivencia pacífica con los indígenas americanos y su libre ingreso a los territorios colonos, con gran influencia de la ética antiautoritaria del cuaquerismo.
La fórmula de gobierno consistía al principio en una asamblea donde participaban todos los pobladores de acuerdo al ideal cuáquero de igualdad humana. Pero una oleada de crímenes, a partir de 1698, sacudió Pensilvania y obligó a introducir una reforma profunda. La nueva carta de derechos era tan dura que el propio Consejo Privado del Rey la rechazó. En 1701 se concede una nueva carta de derechos en la que el propio William Penn tenía derecho a nombrar al gobernador y un consejo. El poder legislativo radicaba en una asamblea de cuatro miembros que eran representantes de cada condado.

### Población
Pennsilvania se convirtió en una colonia muy variada, entre los que se contaban ingleses, galeses, irlandeses y alemanes. En cuanto al culto religioso había cuáqueros, mennonitas, anglicanos, presbiterianos. Todas estas etnias y confesiones vivirán en una armonía relativamente buena. Eran gente muy trabajadora, pacífica y religiosa y el clima de libertades hizo que la colonia prosperara en todos los ámbitos.
Este progreso de la colonia, debido en parte a su organización y motivaciones, trajo como consecuencia que Filadelfia, desde el punto de vista cultural, ocupara el segundo lugar de las ciudades coloniales por detrás de Boston y superando a Nueva York. Desde muy temprano tuvo imprenta, periódico propio, numerosos centros culturales, hospitales, instituciones públicas.

## Problemas y fin del experimento
Funcionó bien durante un tiempo, a pesar de que entre los colonos había personas de distintas motivaciones.
En la colonia también existían problemas de orden público, a veces era necesario recurrir a la fuerza para poner orden. El pacifismo de los cuáqueros algunas veces era un lastre para esto y a veces se hacía más pesado. William Penn en un principio eludió el asunto, nombrando comisarios no cuáqueros para que como él dijo: "aplicaran mano dura cuando la situación lo requería". En 1689, la posibilidad de una guerra con Francia supuso un desafío a los principios del cuaquerismo. Además los nuevos colonos que llegaban a la colonia no eran cuáqueros y estos muchas veces robaban y pisoteaban los derechos de los indígenas.
Las relaciones con el pueblo indígena cada vez iban a menos y eran más tensas, empeorando por las guerras indias y francesas, hasta que el gobernador (tres cuartos de siglo después de fundada la colonia, es decir, en el año 1756) declaró la guerra a las tribus de Delaware y Shawhee. La reacción de los cuáqueros fue inmediata, retirándose del gobierno de la colonia, saliendo de sus cargos públicos porque no querían enviar a los demás a la guerra, por lo que ello puso fin a su régimen. El "Experimento Sagrado de William Penn" había fracasado después de 75 años. Asimismo la decadencia cuáquera se hizo evidente, pues a medida que se ganaba prosperidad material, en algunos el celo religioso cuáquero disminuía (con excepción de unos pocos), y otro problema se agravaba con el surgimiento de sectas dentro del mismo movimiento. Pero por encima de todo fue la intolerancia y el militarismo de los colonizadores de las colonias contiguas lo que puso en peligro y acabó finalmente con el experimento.

## Precedente e inspiración
De este contacto con los indígenas y en consonacia con sus ideas de no tener jerarquía religiosa y de negar la autoridad política (sino a lo sumo como funcionario o empleado de la sociedad), surgió la práctica de las business meetings, asambleas de construcción colaborativa de propuestas y un espacio para el diálogo y el debate colectivo. Hasta el día de hoy los cuáqueros las practican y ha trascendido a otros ambientes con el nombre de toma de decisiones por consenso. Esto fue posible gracias al clima de convivencia pacífica con los nativos, de quienes aprendieron las formas democráticas de organización política de la Confederación Iroquesa.
Los politólogos afirman que fueron los ideales del Santo Experimento los que influyeron en la promulgación de la libertad de cultos de la futura Constitución de los Estados Unidos de América y que inspira sus planteamientos más avanzados. Es común nombrar a este tiempo como el "Santo Experimento de Filadelfia" y decir que este ha sido uno de los primeros proyectos de reforma social en Norteamérica enmarcados dentro del protestantismo inconformista, en su intento de rescatar el cristianismo primitivo. Es además un referente tradicional para el radicalismo político de sectores antiautoritarios estadounidenses.